# Euphaedra arcana
Euphaedra arcana är en fjärilsart som beskrevs av Jacques Hecq 1978. Euphaedra arcana ingår i släktet Euphaedra och familjen praktfjärilar. Inga underarter finns listade i Catalogue of Life.